# 萊希亞科查湖
9°17′09″S 77°30′20″W / 9.28583°S 77.50556°W
萊希亞科查湖（Lake Lejiacocha），是秘魯的湖泊，位於該國北部安卡什大區，處於安第斯山脈中布蘭卡山脈的地區，萊希亞馬約河發源自該湖泊附近。